# اتوفیبرات
اتوفیبرات (انگلیسی: Etofibrate) یک فیبرات است. این دارو ترکیبی از کلوفیبرات و نیاسین است که توسط یک پیوند استری به هم مرتبط شده اند. این دارو در بدن، کلوفیبرات و نیاسین از هم جدا می شوند و به روشی مشابه فرمولاسیون با رهش کنترل شده به تدریج آزاد می شوند.